# Johannes Kromayer (Historiker)
Johannes Kromayer (* 31. Juli 1859 in Stralsund; † 23. September 1934 in Berlin) war ein deutscher Althistoriker.

## Leben
Kromayers Vater Karl (1829–1915) war Geheimer Regierungsrat und Oberlehrer am Stralsunder Gymnasium. Die Mutter Franziska war die Tochter des Klassischen Philologen, Lehrers und Konrektors am dortigen Gymnasium, Johannes von Gruber (1807–1875). Der Vater wurde 1871 in das Deutschland eingegliederte Elsaß-Lothringen versetzt, zuerst nach Metz, 1875 dann nach Weißenburg an der Lauter. Am dortigen Gymnasium bestand Johannes Kromayer sein Abitur mit Auszeichnung. Sein jüngerer Bruder war der Dermatologe und Hochschullehrer Ernst Kromayer (1862–1933).
Kromayer studierte Klassische Philologie und Alte Geschichte in Jena und Straßburg und wurde 1883 mit einer Arbeit zum römischen Staatsrecht promoviert. 1881 wurde er Mitglied der Alten Straßburger Burschenschaft Germania. Er arbeitete zunächst als Gymnasiallehrer in Thann, Metz und Straßburg. 1888 ermöglichte ihm ein Stipendium eine Forschungsreise nach Italien, Griechenland und Kleinasien. Dabei lernte er Henriette Topuz, die Tochter eines Kaufmanns aus Smyrna kennen, die er 1890 heiratete.
1898 habilitierte sich Kromayer in Straßburg. Auf Anregung von Mommsen und Wilamowitz sowie mit Unterstützung der Akademie und des Großen Generalstabs begann Kromayer im Frühjahr 1900 eine große Forschungsreise zu den Thermopylen, Chaironeia und nach Makedonien. Auf seiner zweiten Forschungsreise 1907 begleitete Kromayer der österreichische Hauptmann Georg Veith, der seitdem alle seine kriegsgeschichtlichen Arbeiten begleitete, bis er 1925 auf einer der Expeditionen von zwei Hirten ermordet wurde. Kromayers auf den Reisen gewonnenen Erkenntnisse auf dem Gebiet der Militärgeschichte veröffentlichte er unter anderem in dem einflussreichen Vierbänder Antike Schlachtfelder in Griechenland. Sein Verfahren, eigene Erkundungen mit den Schlachtberichten in antiken Quellen in Verbindung zu setzen, wurde zwar unter anderem von Hans Delbrück stark kritisiert, hat sich jedoch in der Altertumswissenschaft durchgesetzt.
Von Straßburg ging Kromayer 1902 als Professor an die Franz-Josephs-Universität Czernowitz, von 1913 bis 1927 lehrte er in Leipzig. Seit seiner Emeritierung lebte er in Berlin. Im Juni 1934 traf Kromayer ein Gehirnschlag, an dessen Folgen er drei Monate später starb. Seit 1914 war er ordentliches Mitglied des Archäologischen Instituts des Deutschen Reiches und seit 1915 der Sächsischen Akademie der Wissenschaften.

## Schriften (Auswahl)

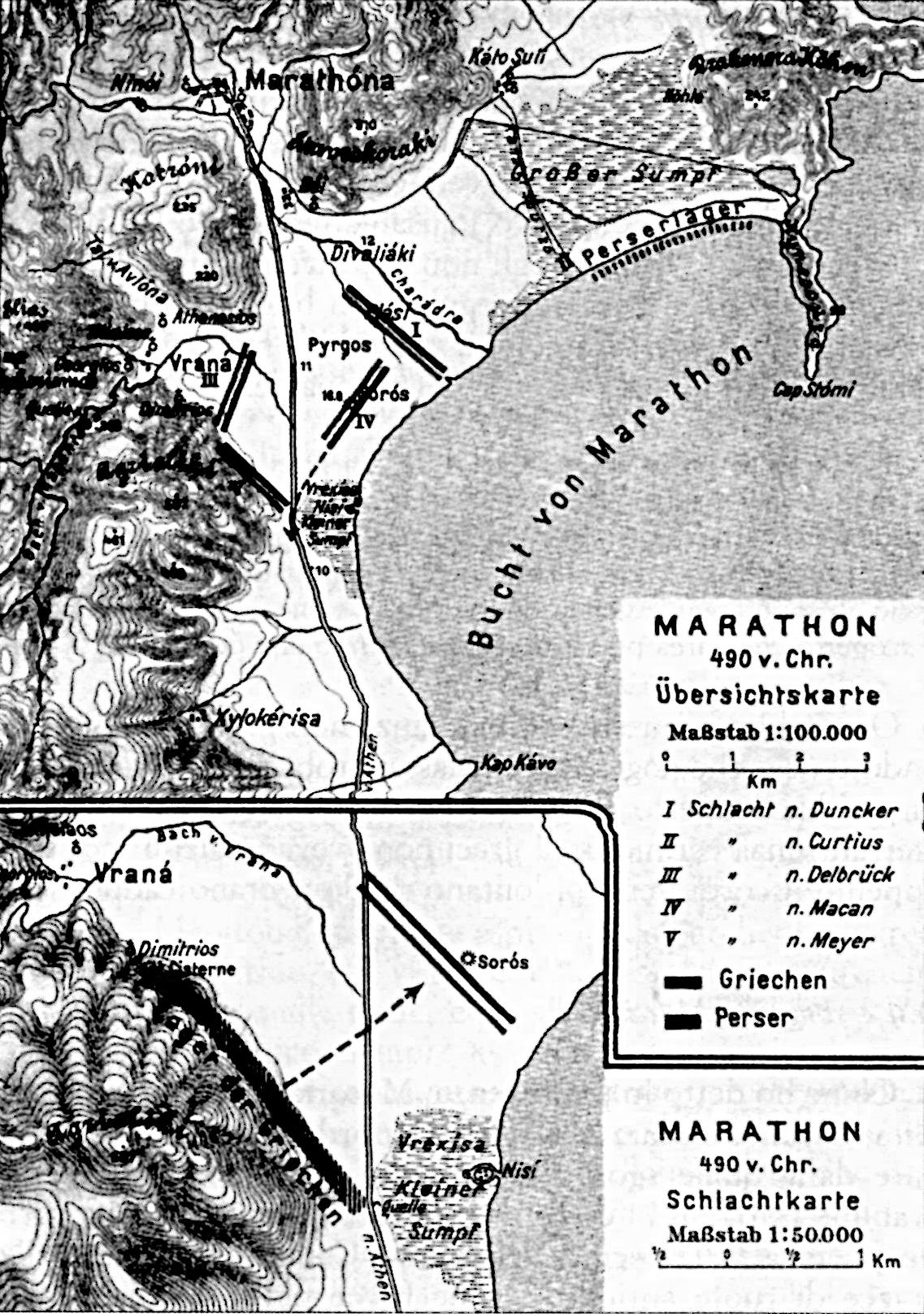
Johannes Kromayer, Drei Schlachten aus dem Griechisch-Romischen Alterum (Abhandlungen der Philologische-Historischen Klasse der Sächsischen Akademie der Wissenschaften), 1921.

- (mit Georg Veith) (Hrsg.): Antike Schlachtfelder: Bausteine zu einer antiken Kriegsgeschichte. 4 Bände, Berlin 1903–1931 (Digitalisat).
  - Band 1: Von Epaminondas bis zum Eingreifen der Römer. Berlin 1903 (Digitalisat).
  - Band 2: Die hellenistisch-römische Periode: von Kynoskephalae bis Pharsalos. Berlin 1907 (Digitalisat).
  - Band 3, Abt. 1: Italien. Berlin 1912 (Digitalisat).
  - Band 3, Abt. 2: Afrika. Berlin 1912 (Digitalisat).
  - Band 4: Schlachtfelder aus den Perserkriegen, aus der späteren griechischen Geschichte und den Feldzügen Alexanders und aus der römischen Geschichte bis Augustus. Berlin 1931 (Digitalisat).
- Roms Kampf um die Weltherrschaft. Teubner, Leipzig 1912.
- (mit Ludo Moritz Hartmann): Römische Geschichte. Perthes, Gotha 1919.
- Drei Schlachten aus dem griechisch-römischen Altertum. Teubner, Leipzig 1921.
- Anleitung für das Studium der Geschichte. A. Lorenz, Leipzig 1925.
- (mit Georg Veith): Schlachten-Atlas zur antiken Kriegsgeschichte. Wagner & Debes, Leipzig 1922–1929 (Digitalisat).
  - 1. Lieferung, Römische Abteilung 1: Älteste Zeit und Punische Kriege bis Cannae, Leipzig, 1922 (Digitalisat).
  - 2. Lieferung, Römische Abteilung 2: Von Cannae bis Numantia, Leipzig, 1922 (Digitalisat).
  - 3. Lieferung, Römische Abteilung 4: Die Bürgerkriege von Caesar bis Octavian 49 - 31 v. Chr., Leipzig, 1924 (Digitalisat).
  - 4. Lieferung, Griechische Abteilung 1: Von Marathon bis Chaeronea, Leipzig, 1926 (Digitalisat).
  - 5, 1. Lieferung, Griechische Abteilung 2: Makedonisch-hellenist. Zeit (Alexander der Große), Leipzig, 1926 (Digitalisat).
  - 5, 2. Lieferung, Römische Abteilung 3: Makedonisch-hellenist. Zeit (Alexander der Große), Leipzig, 1924 (Digitalisat).
- (mit Georg Veith): Heerwesen und Kriegführung der Griechen und Römer. Beck, München 1928. Nachdruck 1963.